# Fehérvár FC
Câu lạc bộ bóng đá Fehérvár (thường được gọi là Fehérvár, Vidi, hoặc MOL Fehérvár Football Club vì lý do tài trợ), là một câu lạc bộ bóng đá chuyên nghiệp Hungary có trụ sở tại Székesfehérvár, thi đấu tại Nemzeti Bajnokság I, cấp độ cao nhất của hệ thống giải đấu Hungary. Vì lý do tài trợ, câu lạc bộ đã đổi tên từ Videoton FC thành MOL Vidi FC vào năm 2018, nhà tài trợ chính của câu lạc bộ là công ty đa quốc gia về dầu khí MOL. Năm 2019, câu lạc bộ đổi tên một lần nữa thành MOL Fehérvár FC.
Fehérvár đã giành được Nemzeti Bajnokság I ba lần, vào năm 2011, 2015 và 2018. Họ cũng đã vô địch Magyar Kupa hai lần: năm 2006, sau khi đánh bại Vasas trên chấm phạt đền trong trận chung kết, và năm 2019, sau khi đánh bại Budapest Honvéd FC. Họ đã vô địch Cúp Liên đoàn Hungary ba lần vào năm 2008, 2009 và 2012 và Siêu cúp Hungary hai lần vào năm 2011 và 2012. Fehérvár nổi tiếng nhất trong bóng đá châu Âu khi lọt vào Chung kết Cúp UEFA 1985, được dẫn dắt bởi Ferenc Kovács. Mới đây nhất, đội đã tham gia vòng bảng UEFA Europa League trong mùa giải 2012-13 và 2018.
Các màu câu lạc bộ là màu xanh và đỏ. Từ năm 1967, Fehérvár đã chơi trên sân nhà của mình phù hợp với Sóstói Stadion, hiện được gọi là MOL Aréna Sóstó vì lý do tài trợ. Trong quá trình tái thiết sân vận động từ năm 2016 đến 2018, họ đã chơi các trận đấu trên sân nhà của họ ở Pancho Aréna ở Felcsút.

## Lý lịch
Tên ban đầu của câu lạc bộ bóng đá, Videoton, đến từ công ty tư nhân Hungary, Contract Electronics Nhà sản xuất (CEM), nhà cung cấp Dịch vụ Sản xuất Điện tử (EMS) độc lập lớn nhất trong khu vực CEE, trong Top 30 trên toàn thế giới, Top 10 trên toàn EU theo bảng xếp hạng mới nhất của MMI.
Vào ngày 1 tháng 7 năm 2018, tên của câu lạc bộ đã được đổi từ Videoton FC thành MOL Vidi FC bất chấp sự bất đồng mạnh mẽ của những cổ động viên câu lạc bộ. Một thay đổi nữa đã được thực hiện vào ngày 1 tháng 7 năm 2019, trở thành Mol Fehérvár FC. Thay đổi này sẽ không ảnh hưởng đến bất cứ điều gì khác, vì thương hiệu Vidi cũng sẽ được câu lạc bộ sử dụng.

## Lịch sử
Fehérvár được thành lập vào năm 1941 với tên Székesfehérvári Vadásztölténygyár SK. Sau nhiều lần thay đổi tên, áp dụng thuật ngữ Videoton, đội đã chơi ở giải hạng nhất lần đầu tiên trong mùa giải năm 1968 nhưng họ ngay lập tức bị xuống hạng. Thành công trong nước đầu tiên của họ xảy ra trong mùa 1975-76 khi họ kết thúc thứ 2. Thành công lớn nhất trong nước của Fehérvár đã xảy ra trong mùa 2010-11 khi họ hoàn thành đầu tiên. Sau đó, họ lặp lại thành công bằng cách giành chức vô địch vào năm 2015 và 2018.
Ở cấp độ quốc tế, thành công lớn nhất của Fehérvár đã lọt vào Chung kết Cúp UEFA 1985 nơi họ thua Real Madrid. Mặc dù là nhà vô địch Hungary ba lần kể từ năm 2000, Fehérvár chưa bao giờ thi đấu vòng bảng của UEFA Champions League. Tuy nhiên, đội bóng đã vào đến vòng bảng của Europa League vào mùa giải 2012-13 và 2018-19. Với khả năng vào các vòng sau đều được quyết định ở vòng đấu cuối, Fehérvár thường không đạt được hai vị trí cao nhất trong bảng trong cả hai lần.

## Màu sắc, huy hiệu và biệt danh
Màu sắc của câu lạc bộ là màu xanh và đỏ, đại diện cho màu sắc của huy hiệu của Székesfehérvár. Câu lạc bộ đã sử dụng các huy hiệu khác nhau kể từ khi thành lập vào năm 1941. Các huy hiệu cũng chỉ cho thấy sự thay đổi tên của câu lạc bộ, tuy nhiên, màu sắc luôn giống nhau như màu xanh và đỏ. Biệt danh nổi tiếng nhất của câu lạc bộ là Vidi.
Huy hiệu (được sử dụng từ năm 2009 với những thay đổi nhỏ sau khi đổi tên) có màu xanh và đỏ, và ở trung tâm, lâu đài đề cập đến biểu tượng của thị trấn: "vár" từ "Székesfehérvár" có nghĩa là lâu đài. Tên và năm thành lập cũng có thể được nhìn thấy trên huy hiệu.

### Thay đổi tên gọi
- 1941: Vadásztölténygyári SK
- 1942–44: Székesfehérvári MOVE Vadásztölténygyár Sport és Kultur Egyesület
- 1944–47: khi thi đấu do Thế chiến thứ II
- 1947–48: Székesfehérvári Vadásztölténygyári SE
- 1948–50: Fehérvári Dolgozók SE
- 1950–56: Székesfehérvári Vadásztölténygyári Vasas SK
- 1957–62: Székesfehérvári Vasas SC
- 1962–68: Székesfehérvári VT Vasas
- 1968–90: Videoton Sport Club
- 1990–91: Videoton-Waltham SC
- 1991–93: Videoton-Waltham FC
- 1993–95: Parmalat FC
- 1995–96: Fehérvár-Parmalat FC
- 1996: Fehérvár Parmalat '96 FC
- 1996–04: Videoton FC Fehérvár
- 2004–09: FC Fehérvár
- 2009–2018: Videoton FC
- 2018–2019: MOL Vidi FC [6]
- 2019–nay: MOL Fehérvár FC[7][8]

### Nhà sản xuất và nhà tài trợ áo
Bảng dưới đây trình bày chi tiết các nhà sản xuất trang phục và nhà tài trợ áo Fehérvár FC theo năm: 
| Giai đoạn | Nhà sản xuất trang phục | Nhà tài trợ áo đấu       |
| --------- | ----------------------- | ------------------------ |
| 1976–1989 | Adidas                  | Videoton                 |
| 1989–1992 | Adidas                  | Waltham                  |
| 1992–1993 | Umbro                   | Waltham                  |
| 1993–1995 | Umbro                   | Parmalat                 |
| 1995–1996 | Hummel                  | Parmalat                 |
| 1996–1997 | Uhlsport                | Parmalat                 |
| 1997–1998 | Uhlsport                | –                        |
| 1998–2000 | Uhlsport                | Videoton                 |
| −2001     |                         | Videoton                 |
| 2001–2004 | Diadora                 | Videoton                 |
| 2004–2006 | Diadora                 | –                        |
| 2006–2007 | Puma                    | UPC                      |
| 2007–2008 | Hummel                  | –                        |
| 2008–2015 | Nike                    | Máltai Szeretetszolgálat |
| 2015–16   | Adidas                  | Máltai Szeretetszolgálat |
| 2016-     | Adidas                  | MOL                      |

## Sân vận động

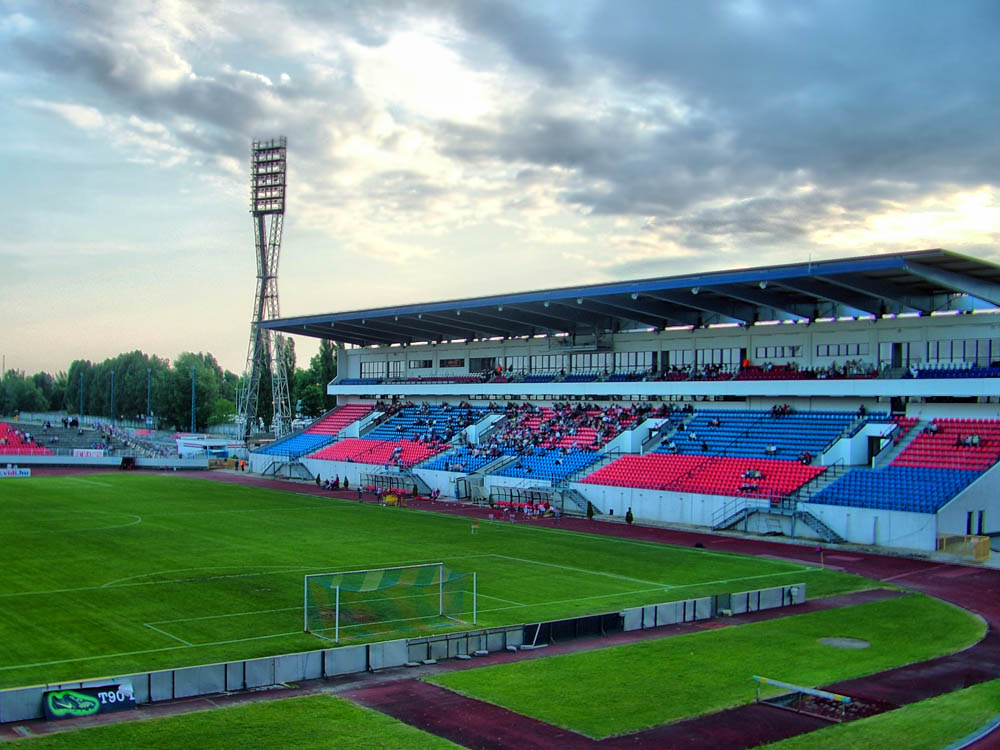
Sóstói Stadion

Sân vận động đa năng của câu lạc bộ nằm ở Székesfehérvár, Hungary. Tên của sân vận động là Sóstói Stadion có nguồn gốc từ nước láng giềng Sóstó (tiếng Anh là Salt Lake). Sức chứa của nó là 14.300 (tất cả đều có chỗ ngồi) và nó đã được mở vào năm 1967. Kỷ lục tham dự là vào năm 1985 khi Videoton FC chơi với đại gia Tây Ban Nha Real Madrid trong trận lượt đi vòng chung kết Cúp UEFA 1984.
Sân nhà đầu tiên của câu lạc bộ có thể được tìm thấy ở Phố Berényi. Vào ngày 26 tháng 9 năm 1946, trận đấu đầu tiên diễn ra tại Berényi Street Ground. Videoton đã thi đấu ở đây từ năm 1950 đến 1959. Từ năm 1959, đội chơi trên sân cỏ cho đến năm 1967. Câu lạc bộ chuyển đến Sóstói Stadion ba lần. Kỷ nguyên đầu tiên ở sân vận động này là từ năm 1948-50 đến 1959-62. Năm 1967, câu lạc bộ chuyển đến đó vĩnh viễn.
Năm 2007, học viện của đội được thành lập tại Felcsút, ngôi làng nơi Viktor Orbán, Thủ tướng trải qua thời thơ ấu. Videoton FC đã mua đội Felcsút, được chơi ở NB II và đội của học viện (được đặt theo tên của Ferenc Puskás) thi đấu ở Giải hạng hai kể từ đó. Nhóm nghiên cứu được gọi là Videoton-Puskás Ferenc Labdarúgó Akadémia (hoặc Videoton II). Videoton-PFLA chơi trong Felcsút.
Do sự tái cấu trúc của Sóstói Stadion, Videoton đã chơi các trận đấu trên sân nhà của họ tại Pancho Aréna trong Nemzeti Bajnokság I 2016-17 và UEFA Europa League 2016-17. Đấu trường Pancho nằm ở Felcsút và người thuê chính của nó là câu lạc bộ Nemzeti Bajnokság II Puskás Akadémia FC. Giám đốc của Videoton đã chọn Pancho Aréna làm nhà của họ do mối quan hệ bền chặt của câu lạc bộ với Puskás Akadémia. Tuy nhiên, sức chứa của Pancho Aréna nhỏ hơn nhiều so với sân vận động ban đầu của Videoton. 

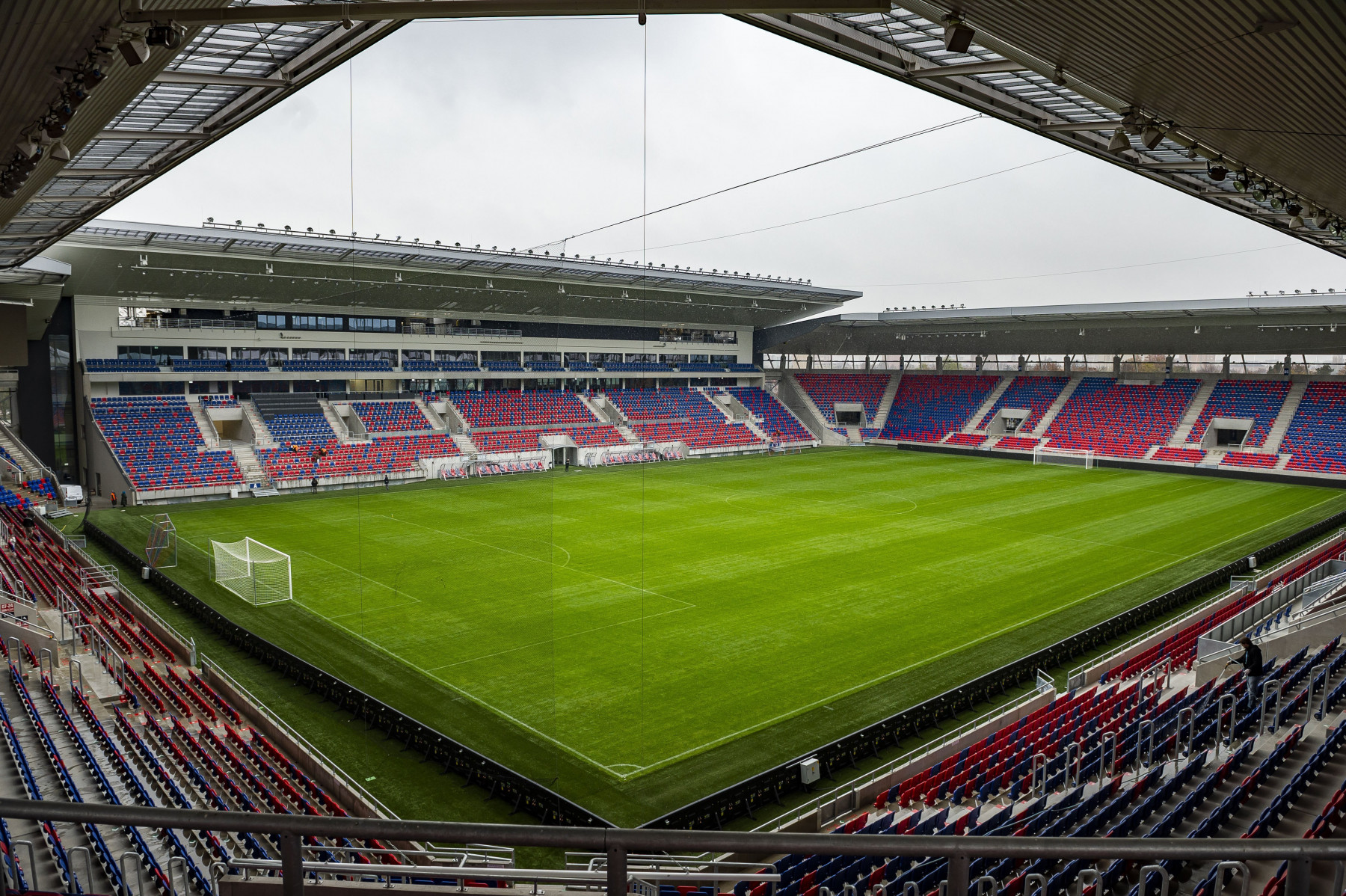
MOL Aréna Sóstó được khai trương vào năm 2018

Vào ngày 23 tháng 11 năm 2016 việc xây dựng chính thức bắt đầu.
Vào ngày 7 tháng 2 năm 2017, László Horváth, giám đốc dự án của Sóstó Konzorcium, cho biết giai đoạn đầu tiên của việc xây dựng đã kết thúc. Việc phá hủy nội thất của khán đài chính còn lại đã kết thúc. Bê tông của các bộ phận bị phá hủy của gian hàng chính sẽ được tái sử dụng trong việc xây dựng các khán đài mới. Sóstó Konzorcium sẽ có 14 tháng để hoàn thành việc xây dựng sân vận động.
Vào ngày 13 tháng 3 năm 2017, László Horváth, giám đốc dự án của Sóstó Konzorcium, cho biết nhờ vào mùa đông ôn hòa, việc xây dựng sân vận động mới đang tiến triển tốt. Việc xây dựng cơ sở của khán đài đã được hoàn thành vào tháng ba.
Vào ngày 27 tháng 3 năm 2017, đã xác nhận rằng việc xây dựng sân vận động sẽ kết thúc vào ngày 16 tháng 1 năm 2018. Péter Gönczöl, giám đốc điều hành của Strabag -MML Kft., Nói rằng việc xây dựng đang trong giai đoạn ngoạn mục nhất khi các tấm lớn nhất được đặt vào vị trí của chúng. András Cser-Palkovics, thị trưởng của Székesfehérvár, nói rằng do điều kiện thời tiết khắc nghiệt trong mùa đông, việc xây dựng có thể kết thúc trước thời hạn. Róbert Varga, giám đốc của Strabag-Hungary, nói thêm rằng sân vận động mới sẽ có thể chứa 14.201 khán giả và sân vận động sẽ nằm trên một khu vực rộng 10.199 mét vuông và điểm cao nhất của sân vận động sẽ là 21,28 mét.
Vào ngày 18 tháng 8 năm 2017, có thông báo rằng cũng nên phá hủy khán đài chính do các vấn đề thống kê. Ban đầu, sân vận động mới sẽ được xây dựng xung quanh khán đài chính. Do việc xây dựng lại khán đài chính, việc mở sân vận động mới sẽ bị trì hoãn đến tháng 6 năm 2018.
Vào ngày 14 tháng 8 năm 2018, một bài báo đã được xuất bản trên trang web tin tức Hungary, Index.hu, nói rằng sẽ có thêm sự chậm trễ trong việc mở sân vận động mới. Một ngày sau, có thông báo rằng trận đấu play-off UEFA Champions League 2018-19 sẽ được diễn ra tại sân vận động của Ferencvárosi TC, Groupama Aréna ở Budapest.
Trận đấu đầu tiên được diễn ra giữa Fehérvár FC và Újpest FC trong mùa giải Nemzeti Bajnokság I 2018-19 và kết thúc với chiến thắng tối thiểu 1-0 cho đội chủ nhà. Bàn thắng đầu tiên được ghi bởi Roland Juhász. Sân vận động mới cũng được đổi tên thành MOL Aréna Sóstó vì lý do tài trợ. Vì có một MOL Aréna ở Dunaszerdahely, Sóstó đã được thêm vào tên mới.

## Quyền sở hữu
Là câu lạc bộ bóng đá yêu thích của Thủ tướng Hungary Viktor Orbán, từ năm 2010, một số người Hungary giàu có nhất bắt đầu xuất hiện trong danh sách VIP của đội (ví dụ Sándor Csányi, chủ tịch Ngân hàng OTP Hungary và Hiệp hội bóng đá Hungary) bên cạnh Thủ tướng. Chủ sở hữu kể từ tháng 12 năm 2007 là István Garancsi, một người bạn của Viktor Orbán.

## Cổ động viên và kình địch

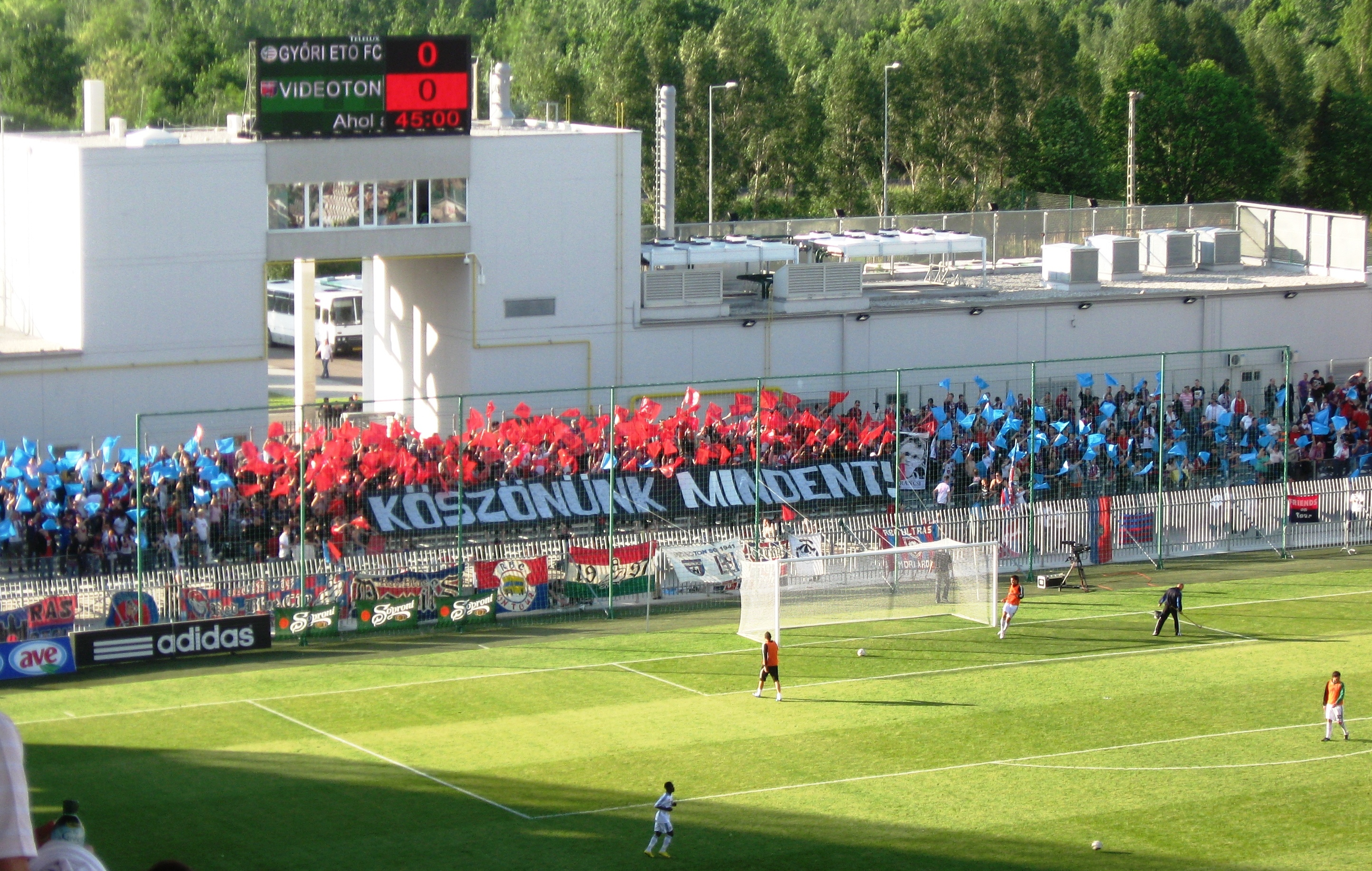
Cổ động viên Videoton tại Công viên ETO, Győr (2010).

Cổ động viên câu lạc bộ có trụ sở tại Székesfehérvár, ở quận Fejér, Hungary. Một trong những nhóm cổ động viên là Quỷ xanh đỏ được coi là ultras chính của đội (có những nhóm nhỏ hơn như Red-Blue City, Sóstói Hableányok, G-pont). Fehérvár FC đang cạnh tranh với các câu lạc bộ nổi tiếng nhất Hungary như Ferencváros, Újpest, Győri ETO, Haladás và Debrecen. Câu lạc bộ có một đối thủ địa phương, Puskás Akadémia FC, có trụ sở tại Felcsút, Hạt Fejér, nhưng sự cạnh tranh tương đối thuần hóa. Hai câu lạc bộ này đã có một phần sân vận động ở Felcsut trong khi sân vận động của Fehérvár đang được cải tạo, 2016-18. Thành phố đông dân thứ hai của quận Fejer là Dunaújváros, nhưng Dunaferr FC, trước đây có trụ sở tại đó, không còn tồn tại. Giữa năm 19979999, đối thủ địa phương của Videoton là Gázszer FC có trụ sở tại Agárd, Hạt Fejér.
Fehérvár FC có nhiều cổ động viên là người nổi tiếng, chẳng hạn như Thủ tướng Hungary, Viktor Orbán.

## Danh hiệu

### Trong nước
- Nemzeti Bajnokság I
  - Winners (3): 2010–11, 2014–15, 2017–18
  - Runners-up (7): 1975–76, 2009–10, 2011–12, 2012–13, 2015–16, 2016–17, 2018–19
- Magyar Kupa
  - Winners (2): 2005–06, 2018–19
  - Runners-up (4): 1981–82, 2000–01, 2010–11, 2014–15
- Ligakupa
  - Winners (3): 2007–08, 2008–09, 2011–12
  - Runners-up (2): 2012–13, 2013–14
- Szuperkupa
  - Winners (2): 2011, 2012
  - Runners-up (3): 2006, 2010, 2015

### Quốc tế
- Cúp UEFA
  - Runners-up (1): 1984–85
- Cúp Intertoto
  - Outright Group Winners (2): 1983, 1984

## Cầu thủ

### Đội hình hiện tại
Tính đến 1 tháng 9 năm 2019
Ghi chú: Quốc kỳ chỉ đội tuyển quốc gia được xác định rõ trong điều lệ tư cách FIFA. Các cầu thủ có thể giữ hơn một quốc tịch ngoài FIFA.
| Số | VT | Quốc gia             | Cầu thủ                  |
| -- | -- | -------------------- | ------------------------ |
| 1  | TM | Hungary              | Dániel Kovács            |
| 3  | HV | Hungary              | Paulo Vinícius (Đội phó) |
| 4  | HV | România              | Adrian Rus               |
| 5  | HV | Hungary              | Attila Fiola             |
| 6  | TV | Hungary              | Ákos Elek                |
| 7  | TV | Ukraina              | Ivan Petryak             |
| 8  | TV | Bosna và Hercegovina | Anel Hadžić              |
| 9  | TV | Hungary              | Szabolcs Huszti          |
| 10 | TV | Hungary              | István Kovács            |
| 11 | HV | Pháp                 | Loïc Négo                |
| 15 | TĐ | Bosna và Hercegovina | Armin Hodžić             |
| 16 | HV | Bắc Macedonia        | Visar Musliu             |
| 17 | TV | Hungary              | Máté Pátkai              |
| 18 | TĐ | Hungary              | Márkó Futács             |

| Số | VT | Quốc gia      | Cầu thủ                         |
| -- | -- | ------------- | ------------------------------- |
| 19 | TV | Bắc Macedonia | Boban Nikolov                   |
| 20 | HV | Hungary       | Attila Mocsi                    |
| 21 | TV | Hungary       | Bálint Szabó                    |
| 22 | HV | Cabo Verde    | Stopira                         |
| 23 | HV | Hungary       | Roland Juhász (đội trưởng)      |
| 35 | TM | Hungary       | Bence Gundel-Takács             |
| 49 | TV | Hungary       | Krisztián Géresi                |
| 55 | TV | Serbia        | Danilo Pantić (mượn từ Chelsea) |
| 65 | HV | Hungary       | Szilveszter Hangya              |
| 70 | TĐ | Nigeria       | Funsho Bamgboye                 |
| 74 | TM | Hungary       | Ádám Kovácsik                   |
| 77 | TV | Bulgaria      | Georgi Milanov                  |
| 99 | TĐ | Hungary       | Dániel Zsóri                    |

### Cho mượn
Ghi chú: Quốc kỳ chỉ đội tuyển quốc gia được xác định rõ trong điều lệ tư cách FIFA. Các cầu thủ có thể giữ hơn một quốc tịch ngoài FIFA.
| Số | VT | Quốc gia | Cầu thủ                           |
| -- | -- | -------- | --------------------------------- |
| —  | HV | Hungary  | Bendegúz Bolla (at Zalaegerszeg)  |
| —  | HV | Hungary  | Krisztián Tamás (at Zalaegerszeg) |

| Số | VT | Quốc gia | Cầu thủ                                |
| -- | -- | -------- | -------------------------------------- |
| —  | TV | Hungary  | Zsombor Berecz (at Mezőkövesd)         |
| —  | TV | Hungary  | Patrik Nyári (at Szombathelyi Haladás) |

### Cầu thủ hợp tác
MLSZ đã giới thiệu "Hệ thống hợp tác" trong mùa hè năm 2019. Nó cho phép các câu lạc bộ NB I gửi tối đa 5 cầu thủ U21 đến một trong các đội NB II. Những cầu thủ này đủ điều kiện để chơi cho các câu lạc bộ nhà của họ trong mỗi loạt và chơi trong giải đấu tại các câu lạc bộ hợp tác của họ. Đối tác hợp tác của Fehérvár FC là Budaorsi SC.
Ghi chú: Quốc kỳ chỉ đội tuyển quốc gia được xác định rõ trong điều lệ tư cách FIFA. Các cầu thủ có thể giữ hơn một quốc tịch ngoài FIFA.
| Số | VT | Quốc gia | Cầu thủ                       |
| -- | -- | -------- | ----------------------------- |
| —  | TV | Hungary  | Ádám Halmai (at Budaörsi SC)  |
| —  | HV | Hungary  | Attila Mocsi (at Budaörsi SC) |

| Số | VT | Quốc gia | Cầu thủ                        |
| -- | -- | -------- | ------------------------------ |
| —  | TV | Hungary  | Bálint Szabó (at Budaörsi SC)  |
| —  | TĐ | Hungary  | Levente Szabó (at Budaörsi SC) |

## Nhân viên câu lạc bộ

### Ban giám đốc
| Chức vụ                               | Tên              |
| ------------------------------------- | ---------------- |
| Chủ tịch                              | Istvan Garancsi  |
| Giám đốc điều hành                    | Attila Balogh    |
| Giám đốc bóng đá                      | Zoltán Kovács    |
| International Coordinator/TMS Manager | David Rechnitzer |
| Giám đốc học viện                     | Imre Kenyeres    |
| Thủ quỹ                               | Adrienn Farkas   |
| Quản lý Marketing                     | Ádám Várkonyi    |
| Nhân viên báo chí                     | Gergely Gressó   |
| Editor-in-Chief                       | Ferenc Acsai     |

=== Nhân viên ===
| Chức vụ                  | Tên                |
| ------------------------ | ------------------ |
| Huấn luyện viên trưởng   | Joan Carrillo      |
| Trợ lý huấn luyện viên   | Xavier Coll Planas |
| Trợ lý huấn luyện viên   | Tamás Szalai       |
| Huấn luyện viên thủ môn  | István Brockhauser |
| Giám đốc kĩ thuật        | Szabolcs Pánczél   |
| Bác sĩ câu lạc bộ        | Tibor Kovács       |
| Trưởng phân tích video   | Gábor Késedi       |
| Phân tích video          | Bence Pap          |
| Head Scout               | Tamás Balogh       |
| Bác sĩ vật lý trị liệu 1 | Zsolt Tóth         |
| Bác sĩ vật lý trị liệu 2 | Gábor Barta        |
| Sport masseur 1          | Péter Gáspár       |
| Sport masseur 2          | Ildikó Fejes       |
| Sport masseur 3          | Tibor Debreceni    |
| Kitman 1                 | Róbert Lakatos     |
| Kitman 2                 | Gergő Stéger       |

### Cựu giám đốc câu lạc bộ và giám đốc thể thao
| - György Mezey (07/01/2008-30/06/2011) |  | - Győző Burcsa (2014-17/08/2015) | - Zoltán Kovács (18/08/2015–nay) |

## Cầu thủ nước ngoài đáng chú ý
- Evandro Brandao
- Mario Bozic
- Jusuf Dajic
- Anel Hadzic
- Asmir Suljic
- André Alves
- Kaká
- Renato Neto
- Edson
- Nildo Petrolina
- Georgi Milanov
- Stopira
- Zé Luís
- Milan Pavlicic
- Marko Pajac
- Dinko Trebotic
- Mirko Maric
- Arturo Álvarez
- Loïc Nego
- Mamadu Candé
- Mirko Ivanovski
- Visar Musliu
- Boban Nikolov
- Rémi Maréval
- Goran Vujovic
- Milan Purovic
- Mladen Bozovic
- Kees Luijckx
- Ezekiel Henty
- Marco Caneira
- Filipe Oliveira
- Vítor Gomes
- Jucie Lupeta
- Gabriel Vochin
- Daniel Tudor
- Marian Savu
- Aleksandr Alumona
- Aleksandar Stanojevic
- Marko Andic
- Dusan Vasiljevic
- Nikola Mitrovic
- Uros Nikolic
- Álvaro Brachi
- Walter Fernández
- Juan Calatayud
- Bojan Djordjic
- Ivan Petryak
- Martin Kayongo-Mutumba